# Pterisanthes heterotricha
Pterisanthes heterotricha är en vinväxtart som beskrevs av Merrill. Pterisanthes heterotricha ingår i släktet Pterisanthes och familjen vinväxter. Inga underarter finns listade i Catalogue of Life.